# Степное (Карагандинская область)
Степное (каз. Степное) — село в Осакаровском районе Карагандинской области Казахстана. Входит в состав Трудового сельского округа. Находится примерно в 57 км к востоку-юго-востоку (ESE) от посёлка Осакаровки, административного центра района, на высоте 460 метров над уровнем моря. Код КАТО — 355681200.

## Население
В 1999 году численность населения села составляла 409 человек (198 мужчин и 211 женщин). По данным переписи 2009 года, в селе проживало 255 человек (120 мужчин и 135 женщин).